# Iglesia de San Juan Bautista (Caudiel)
La iglesia de San Juan Bautista de Caudiel (provincia de Castellón, España) es un templo que corresponde al antiguo convento de los Agustinos, fundado en 1616, por Pedro Miralles. Fue colegio de los Agustinos en donde se alojaba el noviciado para cursar los estudios de filosofía y arte.
El edificio conventual, tras la desamortización, el Estado lo cedió al pueblo para ayuntamiento, escuela, hospital, etc., mientras que el resto de la obra (iglesia, capilla, camarín) ha llegado a nuestros días prácticamente igual que en sus años fundacionales, erigiéndose en parroquial, en 1866, tras haberse derrumbado la cúpula de la antigua iglesia parroquia sita en el solar que hoy alberga la nueva casa consistorial.
La iglesia es una amplia nave en forma de cruz latina con capillas claustrales comunicadas entre sí y cúpula de media naranja, todo ello de un refinado estilo barroco con extraordinaria decoración de orden compuesto. La capilla de la Virgen, es una bóveda de cañón con un gran arco abocinado y en el centro de la estancia la cúpula.
El retablo del altar muy recargado en su decoración con hojarascas, florones, consolas, angelotes, etc.; catorce lienzos completan la estancia. Sobresale de manera fastuosa el retablo, pues todo él está decorado en oro.
El Camarín de la Virgen destaca por su riquísima decoración sobrecargada igualmente de querubines, hojarascas, cintas, guirnaldas, cartelas, etc.
Cabe resaltar el zócalo revestido de azulejo alcorino, más siete lienzos que al igual que los anteriores, son obras del pintor manchego Gaspar de la Huerta, discípulo de Jerónimo Jacinto Espinosa y muy relacionado con Palomino, resultando todo el conjunto, posiblemente, el mejor exponente del Barroco Valenciano.
Es de destacar la pequeña imagen de la Virgen del Niño Perdido, conocida popularmente como Virgen del Colmillo, llamada así por estar labrada en un colmillo de elefante. Data del siglo XV, es de pequeña factura (27 cm) y su valor es incalculable. Dice la tradición que San Vicente Ferrer, llevó consigo en sus misiones de apostolado y predicación esta pequeña imagen. Llegó a Caudiel, de mano de los Agustinos Recoletos, el 21 de octubre de 1627.

## Atribución
- Este artículo incorpora material procedente de la página web de la Federación Valenciana de Municipios y Provincias, que mediante una autorización permitió agregar contenido e imágenes y publicarlos bajo licencia GFDL.

- Datos: Q5910419
- Multimedia: Iglesia de San Juan Bautista (Caudiel) / Q5910419